# Gatanje (Caravaggio)
Gatanje (talijanski: Bona ventura) je poznato ulje na platnu talijanskog baroknog slikara Michelangela Merisia da Caravaggia.
Motiv Ciganke koja mladiću gata iz dlana Caravaggio je slikao dva puta. 
Ranija inačica slike, koja se čuva u Kapitolijskom muzeju u Rimu, prikazuje ponešto plahu gataru kako mladiću cinična pogleda s čije ruke proriče sudbinu srednjim prstom skida prsten, odvlačeći mu lukavo pažnju dodirom svojeg kažiprsta po sredini njegova dlana, koja se u gatanju naziva „Venerin pojas“.
Prema tradiciji, ovo je jedno od najranijih Caravaggiovih samostalnih djela nastalih u Rimu. Slikarev biograf Mancini bilježi da je ova živa genre-scena nastala za monsignora Fantina Petrignanija, no neki povjesničari umjetnosti smatraju da je, kao i poznati Kartaši iz istog perioda, nastala za kardinala del Montea, kod kojeg je Caravaggio u to doba stanovao u Palazzo Madama pokraj Piazze Navona. 
Rengenska snimka je pokazala da je slika naslikana na ranije već upotrijebljenom platnu, na kojem je bila naslikana bl. Djevica Marija u stilu Cavaliere`d Arpina, a brojne ispravke - pentimenti pokazuju da Caravaggio ni za tu sliku, kao ni za većinu ostalih, nije koristio pripremne skice. 
Caravaggiov biograf Bellori navodi da je slikar uzeo Ciganku s ulice, te ju portretirao kao gataru, a da je onda naslikao mladića koji u jednoj ruci drži mač, dok drugu pruža Ciganki na gatanje.
Kasnija inačica slike koja se nalazi u Louvreu prikazuje nešto mlađu, ali sigurniju Ciganku u istoj akciji, u kojoj joj je žrtva mlad i očito neiskvaren mladić, za kojeg je, prema nekim mišljenjima, kao model poslužio Caravaggiov prijatelj, slikar Lionello Spada, dok drugi smatraju da je to bio Mario Miniti, također Caravaggiov prijatelj i slikar porijeklom sa Sicilije. Caravaggiov tretman svjetla na pariškoj inačici je nešto dramatičniji i prirodniji,  impostacija figura plastičnija, boje življe, a dio detalja odjeće bogatiji, te očito prikazan s više napora. Prema nekim mišljenjima, Caravaggio je drugu inačicu slike naslikao za kardinala del Montea, nakon što je prvu zbog siromaštva prodao markizu Vincenteu Giustinijaniju za svega 8 škuda, kada što je napustio radionicu Cavaliere d`Arpina (Giuseppe Cesari), pokušavajući se osamostaliti, što će mu uspjeti tek desetljeće kasnije.
Obje slike odličan su primjer Caravaggiova „direktnoga slikarstva“, koje podrazumijeva napuštanje tradicionalne perspektive, kompozicije i neopterećenost naslijeđenim pravilima o postavljanju figura, omjerima i osvjetljenju, što Caravaggiu sve polazi za rukom zapanjujućom lakoćom i sigurnošću kakve susrećemo samo u najvećih genija slikarstva. 
Obje inačice Gatanja također su odličan primjer Caravaggiove vjernosti prirodi i životu, koja mu je donijela slavu, ali i mnogo neprilika. Svojim osebujnim inovativnim pristupom Caravaggio je dokinuo artificijelni, blazirani maniristički način slikanja, uključujući, po prvi puta u talijanskom slikarstvu, u repertoar reprezentativnoga slikarstva ulične prizore „momaka iz polusvijeta, prostitutki, Cigana i svirača“, koji su šokirali tadašnju publiku, a po kojima je i danas najčešće poznat. Motiv gatanja bio je u slikarstvu poznat i ranije, primjerice u nizozemskom genre slikarstvu (Lucas van Leyden), ali nitko prije nije toj vrsti slikarstva dao važnost koju ono ima kod Caravaggia i njegovih sljedbenika.

## Galerija: "Gatenje" i caravaggisti
Gatanje je, kao i Kartaši, druga Caravaggiova poznata genre-slika iz oko 1594. izvršilo velik utjecaj na njegove brojne sljedbenike, caravaggiste, koji su Caravagiove izvornike vrlo često i uspješno interpretirali.
- Jacob de Gheyn II., 1608.
- Leonello Spada, 1614. - 1615.
- Bartolomeo Manfredi, 1616.-17.
- Simon Vouet, 1618.
- Nicolas Régnier: Kartaši i gatanje, 1620.-22.
- Valentin de Boulogne, 1628.
- Georges de la Tour, 1633.-39.[11]
- Pietro Paolini, s. a.
- Jacob van Oost, 1650.-71.